# Black Uhuru
Black Uhuru é uma banda jamaicana de reggae, que se destacou por sucessos como "Shine Eye Girl", "Guess Who's Coming to Dinner", "Sinsemilla", "Solidarity", e "What Is Life?", vencedora de um Grammy na categoria reggae quando esta foi introduzida na premiação, em 1985. 

## História
O nome original da banda era Black Sounds Uhuru (uhuru significa "liberdade" em suaílie, idioma africano), e havia sido dado por Stan "Roy Scientist" Palmer. A primeira formação da banda era composta por Garth Dennis, Don Carlos e Derrick "Duckie" Simpson. O grupo passou por diversas mudanças em sua formação deste então; Carlos saiu, e foi substituído por Michael Rose; Dennis então abandonou, para tocar com a banda Wailing Souls, e em seu lugar entrou Errol Nelson. 
Durante este período inicial a gravação mais famosa da banda foi o álbum chamado Love Crisis, que posteriormente foi relançado com o nome de Black Sounds Of Freedom. Em 1979 Sandra "Puma" Jones, uma assistente social da Carolina do Sul, Estados Unidos, juntou-se à banda. Esta formação - Rose, Simpson e Jones - juntou-se aos produtores Sly & Robbie (que também passaram a ser baixista e baterista da banda), e lançaram os álbuns mais populares da história da banda: Sinsemilla, Red, Chill Out e Anthem, que venceu o Grammy, bem como outras. Durante este período a banda se tornou um dos grupos mais populares de reggae do mundo, fazendo turnês constantes com bandas como The Clash, The Police e The Rolling Stones. Live 1984, registro de um show realizado no Rockpalast, na Alemanha, em 18 de outubro de 1981, capturou a banda no auge de sua força. Em 1989 o álbum Red atingiu o 23º lugar na lista de 100 maiores álbuns da década de 1980 feita pela revista Rolling Stone.

## Discografia
Formação: Derek "Duckie" Simpson, Michael Rose, Errol "Tarzan" Nelson, Don Carlos
- 1977 - Love Crisis'
- 1981 - Black Sounds of Freedom (reedição de "Love Crisis")

Formação: Derek "Duckie" Simpson, Michael Rose, Sandra "Puma" Jones
- 1979 - Showcase
- 1980 - Black Uhuru (reedição "Showcase")
- 1980 - Sinsemilla
- 1981 - Red
- 1982 - Chill Out
- 1983 - Guess Who's Coming to Dinner ("Black Uhuru" reedition)
- 1983 - Anthem
- 1985 - Reggae Greats (compilação)

Formação: Derek Simpson, Delroy "Junior" Reid, Sandra "Puma" Jones
- 1986 - Brutal

Formação: Derek Simpson, Delroy "Junior" Reid, Olafunke
- 1987 - Positive

Formação: Derek "Duckie" Simpson, Garth Dennis, Don Carlos
- 1990 - Now
- 1991 - Iron Storm
- 1993 - Mystical truth
- 1994 - Strongg

Formação: Derek "Duckie" Simpson, Jenifah Nyah, Andrew Bees
- 1998 - Unification
- 2001 - Dynasty

Álbuns ao vivo / dub:
- 1982 - Uhuru in Dub
- 1982 - Tear It Up - Live (álbum e vídeo)
- 1983 - The Dub Factor'
- 1986 - Brutal Dub
- 1987 - The Positive Dub
- 1988 - Live
- 1988 - Live In New York City
- 1990 - Now Dub
- 1990 - Love Dub (reedição de "Uhuru In Dub")
- 1992 - Iron Storm Dub
- 1993 - Mystical Truth Dub
- 1994 - Strongg Dubb
- 2000 - Live 1984
- 2001 - In Dub
- 2001 – Dubbin'It Live (verão de 2001, no Paléo Festival)